# Amazona mercenaria
O loro-verde ou papagaio-de-pescoço-escamoso (Amazona Mercenaria) é uma espécie de papagaio da família Psittacidae pertencente ao gênero Amazona.
Conhecida popularmente como Loro verde andino,papagaio de pescoço escamoso  ou papagaio Andino.
É encontrado na Bolívia,Colômbia,Equador,Peru e Venezuela.Seus habitats naturais são em várzeas úmida de florestas tropicais.